# Dicranomyia kinensis
Dicranomyia kinensis là một loài ruồi trong họ Limoniidae. Chúng phân bố ở miền Cổ bắc.